# ایگور ورابلیک
ایگور ورابلیک (انگلیسی: Igor Vrablic؛ زادهٔ ۱۹ ژوئیهٔ ۱۹۶۵) اسلواک‌تبار بازیکن فوتبال اهل کانادا بود.
از باشگاه‌هایی که در آن بازی کرده‌است می‌توان به باشگاه فوتبال المپیاکوس، باشگاه فوتبال سن‌خوزه ارث‌کوئیکز، و باشگاه فوتبال استاندارد لیژ اشاره کرد.
وی همچنین در تیم‌های ملی فوتبال زیر ۲۰ سال کانادا، زیر ۲۳ سال کانادا و کانادا بازی کرده‌است.